# BSV Ostbevern
Der BSV Ostbevern (offiziell: Ballsportverein Ostbevern 1923 e. V.) ist ein Sportverein aus Ostbevern im Kreis Warendorf. Die Volleyballmannschaft der Frauen spielte von 2019 bis 2021 sowie ab 2022 in der 2. Bundesliga Nord.

## Geschichte
Der Verein wurde am 1. Mai 1923 als SC Ostbevern gegründet, der im Juli 1924 dem DJK-Sportverband beitrat. Der katholische Sportverband wurde im Jahre 1935 von den Nationalsozialisten verboten, wodurch auch der SC Ostbevern aufgelöst wurde. Am 24. Januar 1946 wurde der Verein unter seinem heutigen Namen neu gegründet. Die Eintragung ins Vereinsregister folgte im Jahre 1971. Gleichzeitig wurde der offizielle Vereinsname um die Jahreszahl 1923 ergänzt. Neben Volleyball bietet der BSV Ostbevern noch Badminton, Breitensport, Einradfahren, Fußball, Damen- und Herrengymnastik, Handball, Judo, Karate, Kinderturnen, Lauftreff, Schwimmen, Sportkegeln und Tischtennis an. In früheren Zeiten bot der Verein auch Boxen, Leichtathletik, Schach und Tennis an. Die Handballabteilung bildet seit 2017 zusammen mit dem SV Ems Westbevern die Spielgemeinschaft HSG Bever-Ems.

## Volleyball

### Geschichte
Die Volleyballabteilung wurde im Jahre 1972 gegründet. Die Heimspiele werden in der Beverhalle ausgetragen.  Zwischen 2013 und 2016 stieg die erste Frauenmannschaft aus der Verbandsliga bis in die 3. Liga West auf, wo die Mannschaft in der Saison 2017/18 mit einem Punkt Rückstand Vizemeister hinter den Sportfreunden Aligse wurde. Ein Jahr später wurden die Ostbevenerinnen erneut Vizemeister, dieses Mal hinter der zweiten Mannschaft des USC Münster. Da diese auf den Aufstieg verzichtete, stieg der BSV in die 2. Bundesliga Nord auf. Wegen der COVID-19-Pandemie schied der BSV Ostbevern während der Saison 2020/21 aus dem Spielbetrieb der 2. Bundesliga Nord aus. In der Saison 2021/22 wurde das Team ein weiteres Mal Vizemeister in der Dritten Liga West, dieses Mal hinter dem MTV 48 Hildesheim. In der Saison 2022/23 tritt es wieder in der 2. Bundesliga Nord Frauen an.

### Nachwuchsarbeit
Im Jahre 2011 qualifizierte sich mit der weiblichen U16 erstmals eine Jugendmannschaft als Westdeutscher Vizemeister für die Deutschen Meisterschaften in Bingen-Büdesheim. 2013 wurde die weibliche U20 ebenfalls Westdeutscher Vizemeister hinter dem USC Münster und qualifizierte sich damit für die Deutsche Meisterschaft. 2014 wurde die gleiche Mannschaft Westdeutscher Meister und startete bei der DM in Biberach. Eine vierte DM-Teilnahme gab es mit der wU20 im Jahr 2019, als die Mannschaft Silber bei der westdeutschen Meisterschaft in Essen holte und sich für die deutsche Meisterschaft in Paderborn qualifizierte.

### Persönlichkeiten
- Luisa van Clewe, wurde deutsche Nationalspielerin
- Sophia Fallah, wurde Bundesligaspielerin
- Johanna Müller-Scheffsky, zuvor Zweitligaspielerin
- Lena Ottens, U18-Europameisterin im Beachvolleyball 2014
- Wiebke Silge, wurde deutsche Nationalspielerin
- Amelie Strothoff, wurde Bundesligaspielerin

## Fußball
Heimspielstätte der BSV-Fußballabteilung ist das Beverstadion, welches 1200 Zuschauern Platz bietet und am 5. September 1997 eingeweiht wurde. Es wird auf Naturrasen gespielt. Das Stadion liegt im Süden der Stadt in der Nähe der Bundesstraße 51 und wurde nach dem Fluss Bever benannt, die südlich von Ostbevern verläuft. Im Jahre 2005 war das Beverstadion ein Spielort der Fußball-Militärweltmeisterschaft.

### Frauen
Nachdem der BSV Ostbevern im Jahre 1991 erstmals eine Mädchenmannschaft meldete, wurde im Jahre 1993 eine Frauenmannschaft gegründet. Diese erreichte im Jahre 1999 nach zwei Aufstiegen in Folge die Landesliga. Im Jahre 2007 folgte schließlich der Aufstieg in die viertklassigen Westfalenliga. Größter Erfolg dabei war der dritte Platz in der Saison 2014/15, bei dem die Ostbevenerinnen allerdings 23 Punkte Rückstand auf den Meister Arminia Bielefeld aufwiesen. In der Saison 2023/24 stieg die Mannschaft als abgeschlagener Tabellenletzter ab und wurde kurz vor Saisonende wegen dreimaligem Nichtantretens gestrichen.
Im Westfalenpokal erreichten die Ostbevenerinnen im Jahre 2018 das Halbfinale, wo die Mannschaft allerdings mit 3:5 nach Elfmeterschießen am Regionalligisten Germania Hauenhorst scheiterte. Bis zur 86. Spielminute führte der BSV Ostbevern noch, musste aber dann den Ausgleich hinnehmen.

### Männer
Die Fußballer des damaligen SC Ostbevern gewannen in den Jahren 1933 und 1934 die DJK-Meisterschaft im Kreis Warendorf.  Zwischen 1950 und 1952 sowie von 1955 bis 1957 spielten die Männer des BSV Ostbevern in der Bezirksklasse. Diese wurde später in Bezirksliga umbenannt. Die Ostbevener gehörten von 1986 bis 1988, in der Saison 1994/95 sowie von 1997 bis ins Jahr 2000 dieser Liga an. Seit dem Abstieg im Jahre 2020 spielt die Mannschaft in der Kreisliga A des Fußballkreises Münster-Warendorf.
Höhepunkt der Männermannschaft war ein Freundschaftsspiel gegen den FC Schalke 04 um die Nationalspieler Fritz Szepan und Ernst Kuzorra am 14. Juli 1946. Vor mehr als 4000 Zuschauern gewannen die Schalker mit 13:0, die als Antrittsprämie eine LKW-Ladung Kartoffeln erhielten. Am 6. Juni 1987 kam es zu einem Freundschaftsspiel zwischen dem BSV Ostbevern und der Nationalmannschaft Kenias, dessen Ergebnis nicht überliefert ist. Anlässlich des 70-jährigen Vereinsbestehens spielte der BSV Ostbevern im Jahre 1993 gegen den damaligen Bundesligisten SG Wattenscheid 09 und verlor mit 1:23.

### Persönlichkeiten
- Heinrich Eickholt, Heimatforscher, wirkte als Fußballobman
- Noreen Günnewig, wurde Bundesligaspielerin
- Sophia Kleinherne, wurde deutsche Nationalspielerin
- Alexander Langlitz, wurde Drittligaspieler.